# 서울랜드 (기업)
주식회사 서울랜드는 서울랜드를 기부채납하여 적어도 1988년 5월까지 운영하는 기업이다. 또 마산로봇랜드 테마파크를 위탁운영한 적이 있다.

## 주요 연혁
- 1986년 1월: 경기도 과천시 막계동에서 한덕개발주식회사 설립.
- 1987년 10월: 일본의 센요흥업, 네덜란드의 베코마, 독일의 HUSS와 공동으로 놀이기구 설계, 설치 및 시공
- 1988년 5월 11일: 서울랜드 운영개장.
- 2000년대: 무상사용기간 만료, 단독 사용권자로 10년간 유상 운영 개시
- 2013년 5월: 회사명을 한덕개발주식회사에서 주식회사 서울랜드로 변경.
- 2014년: 일부 어트랙션 사용기간 만료. 잔여 어트랙션의 기부채납에 따른 유상사용기간까지 유상사용계약 체결.
- 2017년 5월: 서울특별시 기부채납에 따른 유상사용기간 완료. 서울랜드 전체에 대한 5년간 유상사용기간 적용.
- 2019년: 마산로봇랜드 테마파크 위탁운영자로 선정 및 영업개시, 자회사 서울랜드서비스를 통해 운영
- 2020년: 마산로봇랜드 테마파크 운영 포기 및 자회사를 본사에 합병
- 2022년 5월: 서울랜드 임대계약 재갱신
- 2024년: 애니메이션 제작사 사이드9과 흡수합병, 애니메이션 제작업 직접 수행

### 제작 애니메이션
| 재목                               | 년도 | 제작사 | 공동 제작사               | 방송사   |
| ---------------------------------- | ---- | ------ | ------------------------- | -------- |
| Kara The Animation                 | 2013 |        | 동우A&E, SBS 바이아컴     | SBS M    |
| 로보카 폴리                        | 2013 |        | 로이비쥬얼                | EBS      |
| 텔레몬스터                         | 2016 |        | 스튜디오 게일             | MBC      |
| 꼬마버스 타요 시즌4                | 2016 |        | 아이코닉스                | EBS      |
| 출동! 슈퍼윙스 시즌3               | 2017 |        | 퍼니플럭스                | EBS      |
| 정글에서 살아남기 화산섬의 비밀    | 2017 |        | 일렉트릭 서커스           | EBS      |
| 변신기차 로봇트레인 시즌2          | 2018 |        | CJ ENM                    | 투니버스 |
| 꼬마탐정 토비와 테리               | 2018 |        | 선우앤컴퍼니(엔팝)        | KBS      |
| 엉뚱발랄 콩순이와 친구들 6기       | 2020 |        | 영실업                    | EBS      |
| 삼양라면 평범하게 위대하게         | 2021 |        | 스튜디오좋                | 유튜브   |
| 코드네임 X                         | 2023 |        | 시공사                    | KBS      |
| 빙그레우스 "빙그레 메2커를 위하여" | 2023 |        | 스튜디오좋                | 유튜브   |
| 새콤달콤 캐치! 티니핑              | 2024 |        | 에스에이엠지 엔터테인먼트 | KBS      |
| 레인보우 버블젬 시즌2 : 시크릿     | 2025 |        | 캠프파이어 애니웍스       | EBS      |
| 청사과 낙원                        | 2025 |        | 네이버 웹툰               |          |